# Königliche Lehrerinnen-Bildungsanstalt München

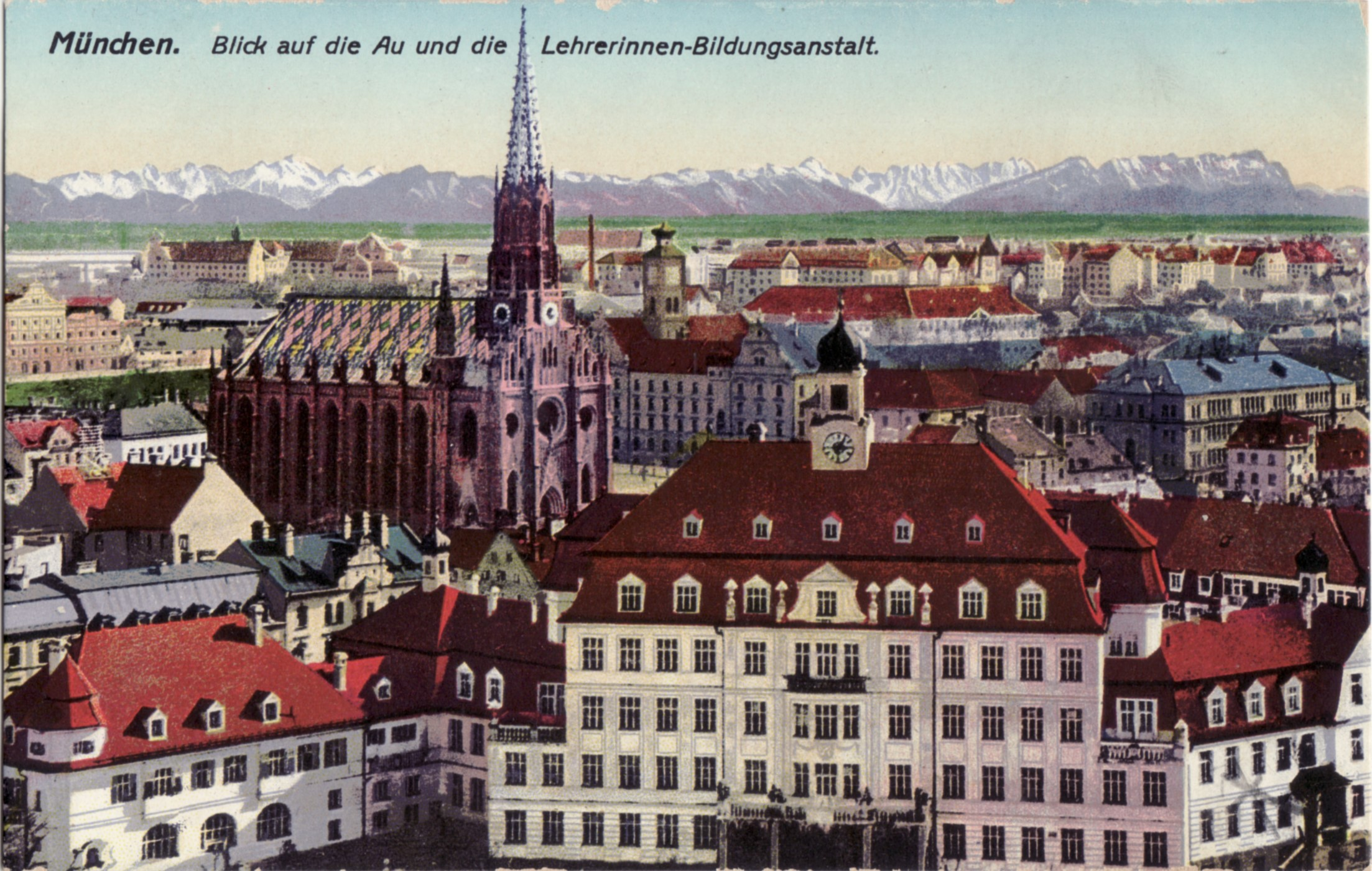
Lehrerinnen-Bildungsanstalt mit Blick auf die Au

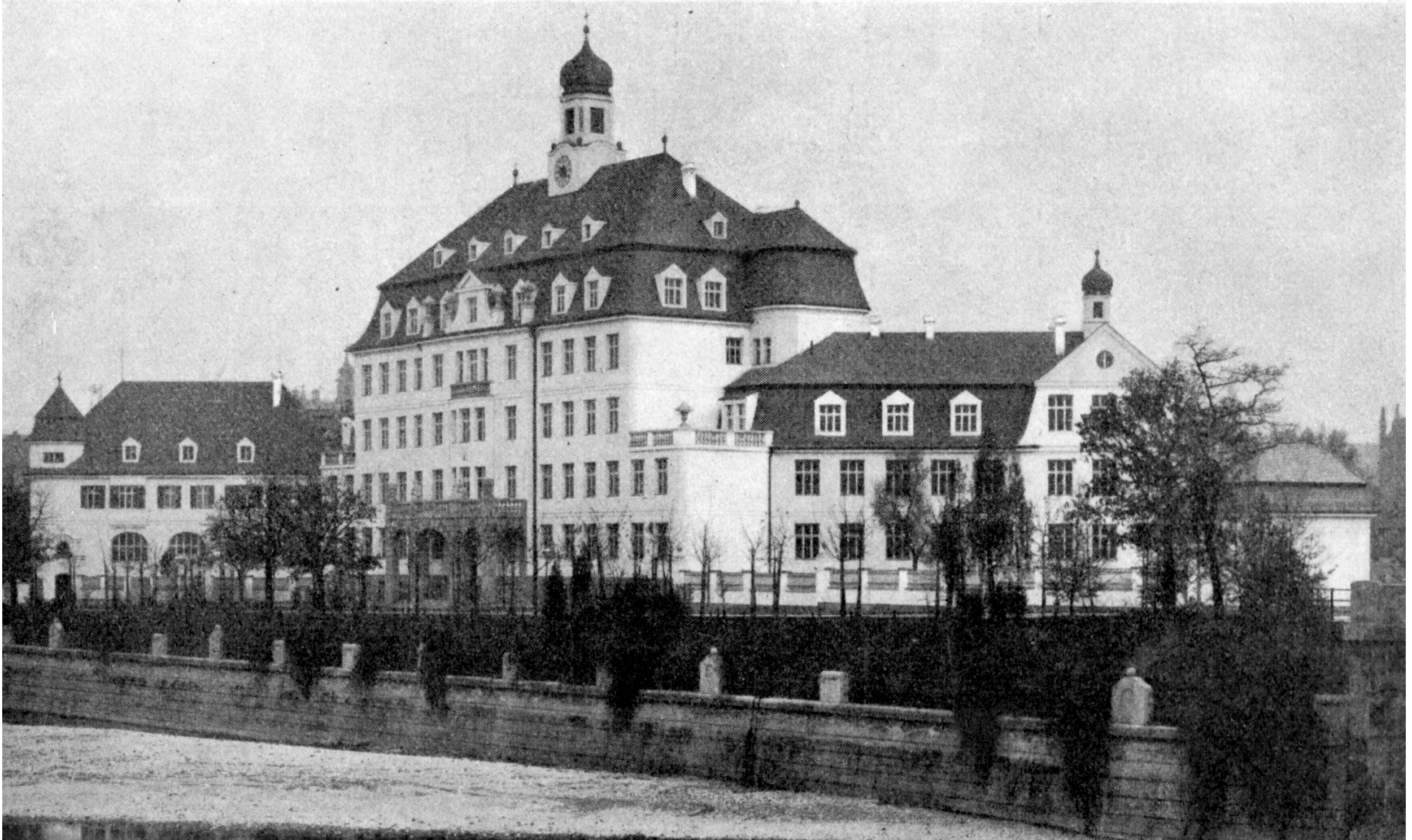
Königliche Lehrerinnen-Bildungsanstalt München

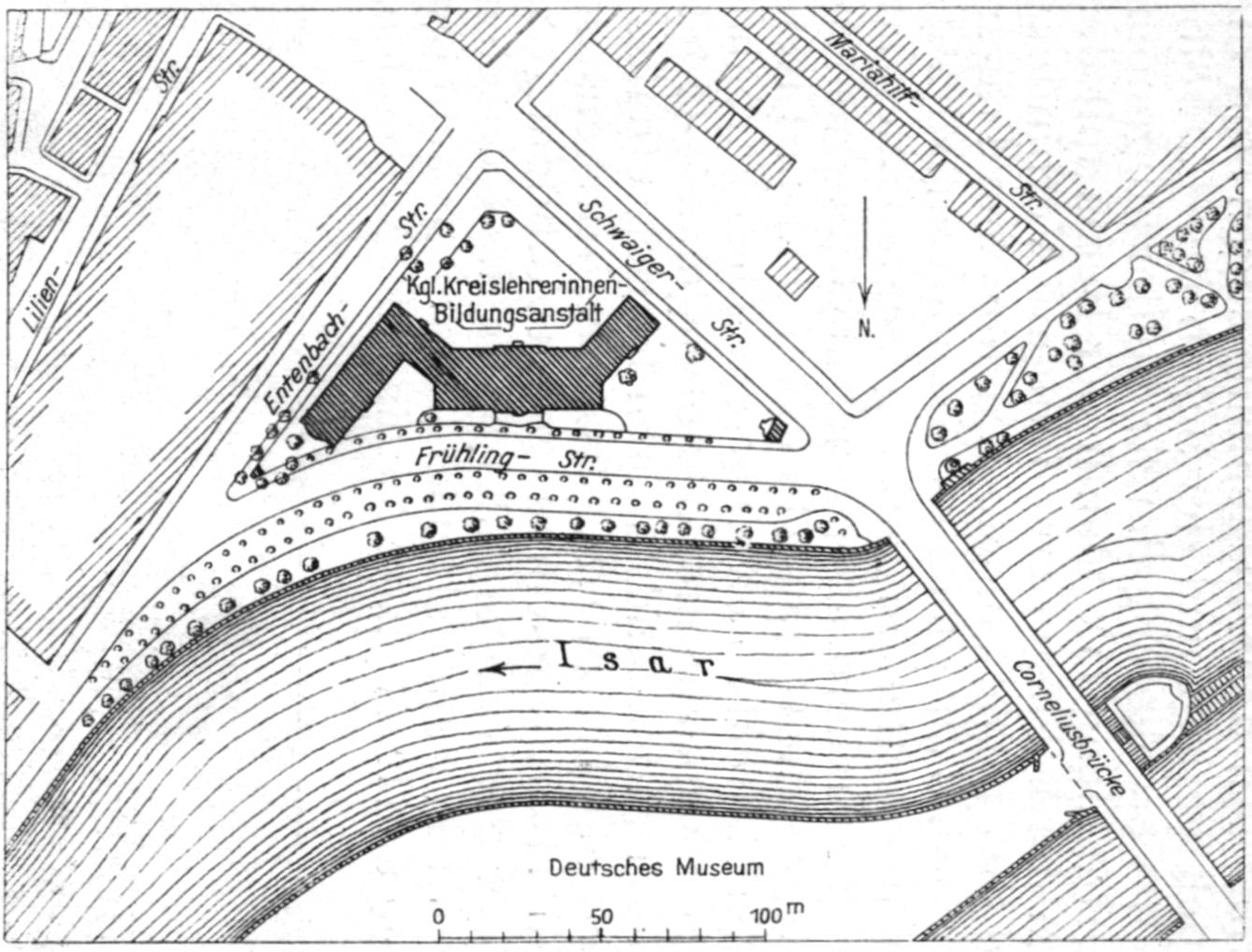
Lageplan

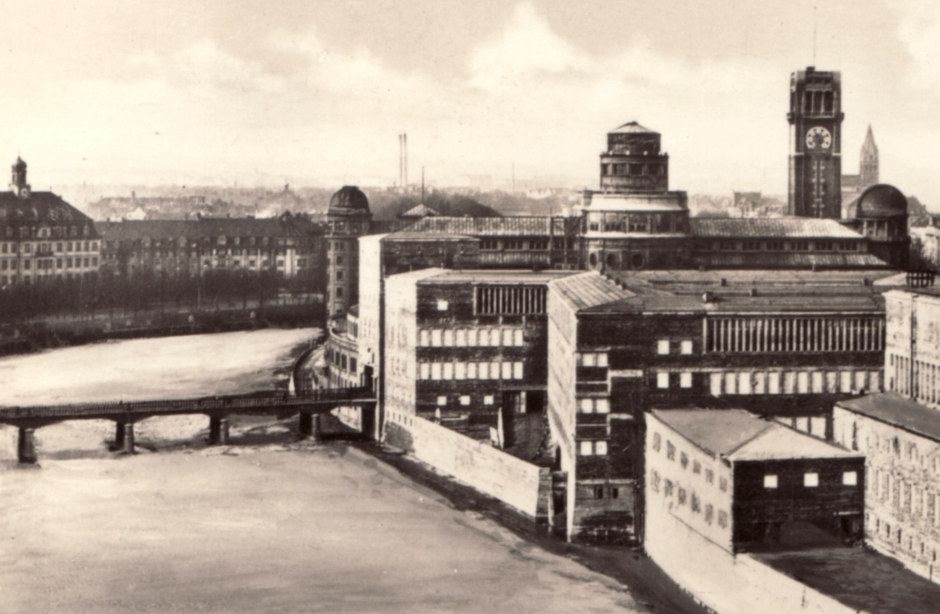
Deutsches Museum München mit Lehrerinnen-Bildungsanstalt am linken Bildrand

Die Königliche Kreis-Lehrerinnen-Bildungsanstalt an der Frühlingstraße (heute Eduard-Schmid-Straße) gegenüber dem Deutschen Museum in München war von 1908 bis 1943 eines der imposantesten Schulgebäude der Stadt.

## Geschichte
Im Jahr 1907 erhielt der Münchner Baurat und Architekt Hans Grässel den Auftrag zur Erbauung des Königlichen Lehrerinnen-Seminares auf einem ungünstig geschnittenen, stark abfallenden Grundstück zwischen Entenbach-, Schwaiger- und Frühlingsstraße. Alle Unterrichtsräume sollten möglichst großen Abstand zu der geplanten Straßenbahnlinie an der Schwaigerstraße halten. Ebenso war dem im Entstehen begriffenen Bau des Deutschen Museums von Gabriel von Seidl auf dem anderen Isarufer Rechnung zu tragen. Grässel bewältigte diese Schwierigkeiten mit einer städtebaulich und architektonisch überzeugenden Lösung. Auch die Ausstattung der Schule war vorbildlich:
„Das Gebäude enthält eine Präparandinnen-Abteilung zu 2 mal 3 Klassen, eine Seminar-Abteilung ebenfalls zu 2 mal 3 Klassen und eine Seminar-Uebungsschule zu 8 Volksschulklassen, dazu eine Turn- und Festhalle, einen Naturkunde-Saal mit ansteigenden Sitzreihen, einen Lehrprobesaal mit verstellbaren Sitzen, Zeichnungs- und Modelliersäle, Musik-Uebungsräume, eine Schulküche, ein Wannenbad für unbemittelte Schülerinnen, ein Brausebad für die Seminar Uebungsschule, sowie Wohnungen des Direktors und Schuldieners.“
Die deutsche Bauzeitung betont: „Eines der hervorragendsten Merkmale der Grässel’schen Schulbauten ist, daß ein warmer, wohnlicher Hauch, welcher zum Verweilen einladet, alle Räume durchweht gegenüber sonst üblicher kasernenmäßiger Kälte.“
Die Einweihung der Schule fand am 3. Dezember 1908 statt. Während des Ersten Weltkriegs war die Maria-Theresia-Kreisrealschule dort einquartiert. Von 1935 bis 1943 war das Gebäude durch die Hans-Schemm-Aufbauschule belegt, eine Oberschule in Kurzform mit Hochschulreifeprüfung für Knaben und Mädchen.
Bei einem Bombenangriff am 6./7. September 1943 wurde das Gebäude völlig zerstört. Der deutlich bescheidenere Neubau, den 1952 das Neue Real-Gymnasium bezog, weist im Grundriss Ähnlichkeiten mit Grässels Plan auf. Seit 1965 beherbergt das Gebäude das musische Pestalozzi-Gymnasium.